# 2019年美國國家棒球名人堂票選
2019年美國國家棒球名人堂票選的規則採用的是最近增補的2016年版本。全美棒球記者協會（BBWAA）和過去一樣透過信件進行投票，以從最近退休的球員中進行票選。本屆协会票選結果於2019年1月22日公布，由馬里安諾·李維拉、洛伊·哈勒戴、埃德加·馬丁尼茲和麥克·穆西納四人入選為名人堂成員。李維拉和哈勒戴是第一年票選就被選入，而馬丁尼茲則是最後一年候選才入選。李維拉成為首位全票通過（425票）的入選成員，打破小肯·葛瑞菲在2016年以99.32%（440張得到了437票）得票率入選時所創下的紀錄。
今日球賽時代委員會是名人堂資深委員會在2016年起為更廣泛審核候選人所畫分的四個票選小組之一，本屆的審核會議於2018年12月9日召開，將從1987年以後對體育有卓越貢獻的退休球員及非球員的相關人員中進行票選，最終票選出哈洛德·貝恩斯及李·史密斯。本屆名人堂入選的正式典禮舉行於2019年7月21日古柏鎮的名人堂博物館所在地。

## 全美棒球记者协会票選結果
本屆全美棒球记者协会票選方式與近幾年的票選相同。最近一次票選規則的變更於2015年公布，這次變更收緊了成為全美棒球記者協會投票人的條件。從2016年的票選開始，符合投票人的條件除連續十年以上成為协会會員外，還必須是近期活躍的會員，或是在票選前處於活躍狀態。一名已經十年以上未活躍的协会會員，可在票選前透過報導美國職棒大聯盟的相關消息來重新獲得投票資格。
埃德加·馬丁尼茲和弗瑞德·麥葛里夫是本屆兩名最後一次進行票選的候選人，最終麥葛里夫未能入選而被剔除，而馬丁尼茲則是成為繼瑞德·拉芬、喬·梅德威克、拉爾夫·基納、吉姆·賴斯和提姆·雷恩斯後第六位在候選的最後一年入選的球員。
本次票選包含兩種球員：
- 在2018年的票選中獲得至少5%同意票但未能入選的候選人，同時他們首次出現在全美棒球记者协会票選的時間不能早於2009年。
- 大聯盟最後出賽紀錄為2013年的球員中，由篩選委員會所篩選出的候選人。

本屆票選至少要投給319人次才有效，同時本屆共有425張選票，最終總計投出3,404人次，平均每張選票圈選了8.01人。
| 球員              | 同意票數 | 得票率 | 與前一年差距 | 候選年次 |
| ----------------- | -------- | ------ | ------------ | -------- |
| †馬里安諾·李維拉  | 425      | 100%   | –            | 1st      |
| †洛伊·哈勒戴      | 363      | 85.4%  | –            | 1st      |
| 埃德加·馬丁尼茲   | 363      | 85.4%  | ▲015.0%      | 10th     |
| 麥克·穆西納       | 326      | 76.7%  | ▲013.2%      | 6th      |
| 柯特·席林         | 259      | 60.9%  | ▲09.7%       | 7th      |
| 羅傑·克萊門斯     | 253      | 59.5%  | ▲02.2%       | 7th      |
| 貝瑞·邦茲         | 251      | 59.1%  | ▲02.7%       | 7th      |
| 賴瑞·沃克         | 232      | 54.6%  | ▲020.5%      | 9th      |
| 奧馬爾·維茲奎爾   | 182      | 42.8%  | ▲05.8%       | 2nd      |
| 弗瑞德·麥葛里夫   | 169      | 39.8%  | ▲016.6%      | 10th     |
| 曼尼·拉米瑞茲     | 97       | 22.8%  | ▲00.8%       | 3rd      |
| 傑夫·肯特         | 77       | 18.1%  | ▲03.6%       | 6th      |
| 史考特·羅倫       | 73       | 17.2%  | ▲07.0%       | 2nd      |
| 比利·華格納       | 71       | 16.7%  | ▲05.6%       | 4th      |
| †陶德·希爾頓      | 70       | 16.5%  | –            | 1st      |
| 蓋瑞·雪菲爾       | 58       | 13.6%  | ▲02.5%       | 5th      |
| †安迪·派提特      | 42       | 9.9%   | –            | 1st      |
| 薩米·索薩         | 36       | 8.5%   | ▲00.7%       | 7th      |
| 安德魯·瓊斯       | 32       | 7.5%   | ▲00.2%       | 2nd      |
| †麥可·楊*         | 9        | 2.1%   | –            | 1st      |
| †蘭斯·柏克曼*     | 5        | 1.2%   | –            | 1st      |
| †米格爾·特哈達*   | 5        | 1.2%   | –            | 1st      |
| †洛伊·奧斯華*     | 4        | 0.9%   | –            | 1st      |
| †普拉西多·波蘭柯* | 2        | 0.5%   | –            | 1st      |
| †瑞克·安基爾*     | 0        | 0%     | –            | 1st      |
| †傑森·貝*         | 0        | 0%     | –            | 1st      |
| †弗雷迪·賈西亞*   | 0        | 0%     | –            | 1st      |
| †喬恩·加蘭*       | 0        | 0%     | –            | 1st      |
| †崔維斯·哈夫納*   | 0        | 0%     | –            | 1st      |
| †泰德·李利*       | 0        | 0%     | –            | 1st      |
| †德瑞克·洛夫*     | 0        | 0%     | –            | 1st      |
| †戴倫·奧利佛*     | 0        | 0%     | –            | 1st      |
| †胡安·皮埃爾*     | 0        | 0%     | –            | 1st      |
| †韋諾恩·威爾斯*   | 0        | 0%     | –            | 1st      |
| †凱文·尤克里斯*   | 0        | 0%     | –            | 1st      |

|   | 本屆被選入名人堂，人名以粗體表示。                                             |
|   | 本屆未入選但在未來票選中被選入名人堂（截至2020年），人名以斜體表示。           |
|   | 因本屆投票合適的表現，在2020年全美棒球記者協會票選中再次被提名。               |
|   | 因未達全美棒球記者協會票選門檻或候選年限已至而在後續票選中被剔除候選資格。     |
|   | 因未達全美棒球記者協會票選門檻或候選年限已至而在當年被剔除候選資格。           |
| † | 首次進行全美棒球記者協會票選的球員。                                           |
| * | 因未達全美棒球記者協會票選門檻而在本次票選中被剔除候選資格（非候選年限已至）。 |

本屆首度有資格參加票選但「並未」成為候選人者包含：威森·貝特米特、亨利·布蘭科、提姆·伯達克、傑米·卡羅爾、何塞·孔特雷拉斯、傑西·克蘭、萊恩·丹普斯特、馬克·德羅薩、麥特·迪亞茲、奧克塔維奧·多特爾、查德·德賓、查德·高汀、埃德加·岡薩雷斯、麥克·岡薩雷斯、傑瑞·小赫爾斯頓、拉蒙·赫南德茲、艾瑞克·辛斯基、布蘭登·英吉、塞薩爾·伊茲圖里斯、奥斯丁·凱恩斯、凱西·柯區曼、馬克·柯特賽、萊恩·蘭格翰斯、布蘭登·萊昂、科基·米勒、布雷特·梅耶斯、萊恩斯·尼克斯、雷蒙·歐提茲、科迪·蘭森、喬恩·勞奇、克里斯·斯耐德、約維特·托瑞艾巴、傑克·韋斯布魯克、泰·威金頓和德維恩·懷斯。
對2019年的全美棒球记者协会票選來說，除了有李維拉締造的首次全票通過的歷史性一刻外，因2017年11月墜機逝世的哈勒戴也成為自1936年（首次進行票選的那年）的克里斯提·馬修森以來，首位在身後以正規投票的方式被選入名人堂的球員。值得一提的是，羅伯托·克萊門特雖也是在1972年墜機事故不幸逝世後才入選，但由於他當年尚未擁有被正式票選的資格，因此全美棒球記者協會不久後的隔年票選中，採特別選舉的方式才將其選入。

## 今日球賽時代委員會
2016年7月23日，棒球名人堂宣布時代委員會系統（Era Committee system）將進行更動：針對系統的時間範圍做重新調整，以更加強調現代球賽的重要性，同時減少1970年代以前的球賽相關人物（包括黑人聯盟的相關人物）之審查頻率。為考量1988年以後擁有卓越貢獻的候選人們，今日球賽時代委員會於2018年召開會議，並作為隔年票選結果的一部份。
2018年11月5日，名人堂宣布本屆有10名候選人入圍今日球賽時代委員，後者將於2018年冬季會議上進行會晤與投票。同年12月9日，委員會在休會後立即宣布投票結果。入選的標準依然是得票率75%，也就是16人中至少得到12票。
除了史坦布瑞納已於2010年逝世外，其餘候選人在票選進行與結果公布時都仍健在。皮涅拉、貝恩斯、貝爾、克拉克、赫西瑟、強森和史坦布瑞納都是繼2017年票選後再次入圍，但本屆最終只有貝恩斯獲得足夠票數入選名人堂。
| 候選人          | 分類     | 同意票數 | 得票率 | 來源  |
| --------------- | -------- | -------- | ------ | ----- |
| 李·史密斯       | 球員     | 16       | 100%   | [ 4 ] |
| 哈洛德·貝恩斯   | 球員     | 12       | 75%    | [ 4 ] |
| 盧·皮涅拉       | 總教練   | 11       | 68.8%  | [ 4 ] |
| 亞伯特·貝爾     | 球員     | <5       |        | [ 4 ] |
| 喬·卡特         | 球員     | <5       |        | [ 4 ] |
| 威爾·克拉克     | 球員     | <5       |        | [ 4 ] |
| 奧勒爾·赫西瑟   | 球員     | <5       |        | [ 4 ] |
| 戴維·強森       | 總教練   | <5       |        | [ 4 ] |
| 查理·曼紐爾     | 總教練   | <5       |        | [ 4 ] |
| 喬治·史坦布瑞納 | 行政人員 | <5       |        | [ 4 ] |

本屆委員會包含以下成員：
- 名人堂成員：羅伯托·阿勒瑪、伯特·布萊勒文、帕特·吉利克（英语：Pat Gillick）、托尼·拉·魯薩、葛瑞格·麥達克斯、喬·摩根、約翰·舒爾霍爾茲（英语：John Schuerholz）、奧齊·史密斯、喬·托瑞
- 行政人員：阿爾·阿維拉（英语：Al Avila）、保羅·畢斯頓（英语：Paul Beeston）、安迪·麥斐爾（英语：Andy MacPhail）、傑里·萊恩斯多夫（英语：Jerry Reinsdorf）
- 媒體及史學家：史蒂夫·赫特（英语：Steve Hirdt）、提姆·科爾真安（英语：Tim Kurkjian）、克萊爾·史密斯（英语：Claire Smith (journalist)）
- 不投票委員會主席：簡·福布斯·克拉克（Jane Forbes Clark，棒球名人堂主席）

## J·G·泰勒·斯平克獎
1962年的年度夏季入選典禮上，全美棒球記者協會首次頒發了J·G·泰勒·斯平克獎。直到2010年以前，這個獎項都還是在主入選典禮上頒發，但現今已改為棒球名人堂公布的前一天進行。J·G·泰勒·斯平克獎的設立是為了表彰那些「為棒球報導寫作做出傑出貢獻」的體育記者。這個獎項的獲獎者並非名人堂成員，但仍會在國家棒球博物館裡的永久展覽區作展示。
2018年7月18日，棒球名人堂在全明星賽中場休息時，公布了2019年入圍決選的三人：
- 傑森·史塔克（英语：Jayson Stark），《運動員網（英语：The Athletic）》
- 吉姆·里夫斯（英语：Jim Reeves (sportswriter)），《沃思堡星報（英语：Fort Worth Star-Telegram）》
- 派翠克·羅伊斯（英语：Patrick Reusse），《明星論壇報（英语：Star Tribune）》（明尼亞波利斯）

最終在12月11日的冬季會議上，名人堂正式公布本屆J·G·泰勒·斯平克獎得主為史塔克，後者最終獲得了463張選票中的270張，而另兩名競爭者：里夫斯和羅伊斯分別各得到111票及80票，另有2張空白票。

## 福特·C·弗立克獎
棒球名人堂於2016年7月所做的多項變更，亦包含福特·C·弗立克獎的年度票選。這個獎項始於1978年，每年頒發給傑出的棒球播報員。根據棒球名人堂的公告，此獎項新的選拔標準為「卓越的奉獻、播報能力的品質、球賽中的威望、球迷間的受歡迎程度，以及同儕間的認可度」。
此外，入圍的候選人從過去的十名降為現今的八名。以前由粉絲在臉書上的三個票箱進行投票，現在改由委員會的史學家負責。
棒球名人堂在改版福特·C·弗立克獎後建立了新的評選輪迴，首先他們於2017年評選時的「現今大聯盟市場（Current Major League Markets，球隊專屬播報員）」，2018年評選時的「國家之聲（National Voices，在國家層級付出貢獻的播報員）」，以及2019年評選時的「播報之始（Broadcasting Beginnings，早期隊伍播報員及諸位棒球播報員先驅）」。之後弗立克獎將依循這個順序每三年進行評選。
2018年10月22日，棒球名人堂公布了本屆入圍決選的候選人們：
- 康尼·德斯蒙德（英语：Connie Desmond）
- 帕特·佛萊納根（英语：Pat Flanagan (sportscaster)）
- 傑克·格雷尼（英语：Jack Graney）
- 哈利·海爾曼
- 阿爾·海費爾（英语：Al Helfer）
- 韋特·霍伊特
- 羅賽·羅斯威爾（英语：Rosey Rowswell）
- 泰·泰森（英语：Ty Tyson）

所有入圍者在票選之時都至少逝世30年以上，當中最晚逝世者是1984年過身的霍伊特。本屆入圍弗立克獎的海爾曼和霍伊特兩人，先前已成為球員的名人堂成員。
2018年12月12日，棒球名人堂宣布本屆福特·C·弗立克獎得獎人為阿爾·海費爾。在海費爾（1911年-1975年）超過30年的職業生涯中，他曾為八支大聯盟球隊播報過。1930年代時，他與同為弗立克獎得主的瑞德·巴柏共同為大聯盟球隊首度創建逐球轉播的播報，並在1950年代的共同廣播系統每日比賽（Game of the Day）節目中擔任首席播音員。

## 註腳
1. ↑  for meritorious contributions to baseball writing
2. ↑  Commitment to excellence, quality of broadcasting abilities, reverence within the game, popularity with fans, and recognition by peers.

## 外部連結
- 美國國家棒球名人堂官網 （页面存档备份，存于）
- 棒球名人堂BBWAA票選規則 （页面存档备份，存于）